# Phelipanche dalmatica
Phelipanche dalmatica är en snyltrotsväxtart som först beskrevs av Günther von Mannagetta und Lërchenau Beck, och fick sitt nu gällande namn av Soják. Phelipanche dalmatica ingår i släktet Phelipanche och familjen snyltrotsväxter. Inga underarter finns listade i Catalogue of Life.